# Хаас, Вольдемар Михкелевич
Вольдемар Михкелевич Хаас (эст. Voldemar Haas; 2 июня 1898, Перновский уезд, Лифляндская губерния — 4 февраля 1982, Таллин) — эстонский и советский театральный художник, живописец, педагог, профессор. Народный художник Эстонской ССР (1957).

## Биография
Родился 2 июня 1898 года в Перновском уезде Лифляндской губернии, Российская империя (ныне Пярнумаа, Эстония).
В 1919—1923 годах учился в ВХШ «Паллас» (Тарту) у Адо Ваббе и Конрада Мяги. Во время учёбы работал в Эстонском национальном музее. В 1923—1937 годах работал декоратором-постановщиком в театре «Ванемуйне». В 1936—1956 годах работал в театре «Эстония».
С 1940 года вёл педагогическую работу, преподавал в Художественном институте Эстонской ССР.
После окончания войны совместно с Наталией Мей, основал факультет театрального искусства в Таллинском государственном институте прикладного искусства. С 1944 по 1967 год — преподаватель Таллинского государственного института прикладного искусства, с 1947 года — профессор. Среди его учеников Эльтор Рентер.
Развивал принципы живописно-объёмной декорации, первым на эстонской сцене ввёл проекционные декорации («Венецианский купец», 1926, «Сон в летнюю ночь», 1930).
Умер 4 февраля 1982 года. Похоронен в Таллине на Лесном кладбище.

## Оформил спектакли
- «Мазепа» П. И. Чайковского
- «Дон Паскуале» Г. Доницетти
- 1938 — «Красный цветок» Р. М. Глиэра
- 1948, 1953 — «Калевипоэг» А. И. Каппа
- 1949 — «Берег бурь» Г. Г. Эрнесакса
- 1955 — «Тийна» Аустер (1955)

## Награды и премии
- заслуженный деятель искусств Эстонской ССР (1945)
- Сталинская премия третьей степени (1951) — за оформление оперного спектакля «Берег бурь» Г. Г. Эрнесакса, поставленный на сцене ГАТОБ Эстонской ССР
- орден Трудового Красного Знамени (1956)[1]
- народный художник Эстонской ССР (1957)